# Campo di ghiaccio Juneau

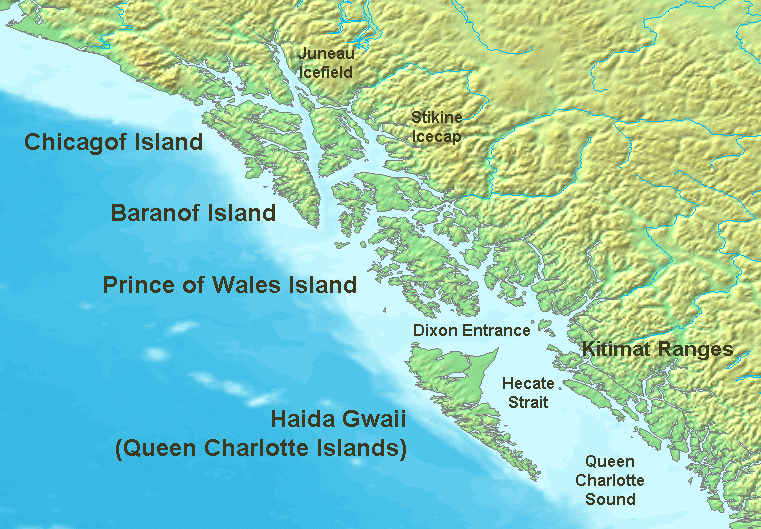
Mappa della regione del Panhandle in Alaska con il campo di ghiaccio Juneau

Il campo di ghiaccio Juneau è un campo di ghiaccio situato a nord di Juneau, capitale dell'Alaska, che si spinge anche oltre il confine canadese penetrando nella provincia della Columbia Britannica: ricopre un'area di 3.900 km² sulla catena montuosa delle Coast Mountains, estendendosi per 140 km nella direzione nord-sud e per 75 km in quella est-ovest.
Il campo di ghiaccio dà origine a una miriade di ghiacciai, tra cui il ghiacciaio Mendenhall e il ghiacciaio Taku. Ospita più di 40 ghiacciai vallivi oltre ad un centinaio di minori dimensioni.
Il campo di ghiaccio Juneau rappresenta una notevole attrazione turistica, raggiungibile con l'elicottero per brevi passeggiate sul ghiaccio, spesso dai 240 m ai 1400 m, a contatto con crepacci mozzafiato. Il campo di ghiaccio ha raggiunto la sua massima estensione intorno al 1700, cominciando da allora la sua fase di arretramento. Infatti, dei suoi 19 più importanti ghiacciai, attualmente solo il ghiacciaio Taku continua ad avanzare.
Dal 1948, il Juneau Icefield Research Program ha monitorato l'andamento dei suoi ghiacciai.
- Sul bordo occidentale del campo di ghiaccio, nel periodo 1946-2009, il confine del ghiacciaio Mendenhall è arretrato di oltre 700 m.
- Procedendo verso nord, il ghiacciaio Herbert è arretrato di 540 m, il ghiacciaio Eagle di 700 m, il ghiacciaio Gilkey di 3500 m e il ghiacciaio Llewellyn, in territorio canadese, di 2800 m.
- Sul bordo meridionale, il ghiacciaio Norris è arretrato di 1740 m, il ghiacciaio East Twin di 1100 m, il ghiacciaio West T win di 570 m mentre, come già detto, solo il ghiacciaio Taku ha continuato ad avanzare.

Le analisi hanno evidenziato che il Taku è uno dei ghiacciai più profondi tra i campi di ghiaccio della fascia sub-temperata con uno spessore di quasi 1370 m. Questo ghiacciaio era in avanzamento nel 1890 quando fu osservato da John Muir e presentava un grande fronte di distacco del ghiaccio. Dal 1963 in poi, il ghiacciaio è avanzato di 5.6 km. Nel 1948, il fiordo Taku era completamente ricoperto di sedimenti glaciali senza che si verificassero più distacchi di ghiaccio. Nel periodo 1948-1986, il ghiacciaio ha avuto un bilancio di massa di ghiaccio positivo, che ha contribuito al suo avanzamento. Nel periodo 1987-2009, il ghiacciaio ha avuto un bilancio di massa di ghiaccio leggermente negativo, non sufficiente comunque a impedirne l'avanzamento, ma che con il ritmo attuale potrebbe portare a un suo rallentamento.
Un picco di rilievo del campo di ghiaccio Juneau è il Devils Paw, conosciutissimo localmente al pari di altre vette più basse come le Torri di Mendenhall.

## Voci correlate

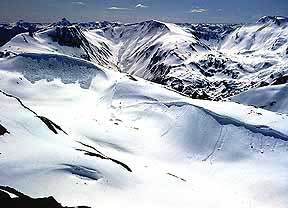
Vista del campo di ghiaccio Juneau